# Éditions Denoël
Деноэль - французское издательство, основанное 10 апреля 1930 года французским издателем бельгийского происхождения Робертом Деноэлем и его другом Бернаром Стилом (1902-1979). Компания является частью Gallimard Group с тех пор, как Гастон Галлимар выкупил 90% акций компании в 1946 году. …………………………………………………………………………………………………………………………………………………………………………………………………………………………………………………………
Начало.
История этого дома восходит к 9 марта 1928, когда Робер Деноэль основал новую компанию «О Тре Магот, Бланш, Деноэль и Ко» и начал издавать ее уже в июле следующего года. В апреле 1929 года на авеню де Ла Бурдонне, 60 была основана компания «Эдитионс Робер Деноэль - А л'энсин де Труа Жако». апреля 1930 года компания стала называться «издания Деноэля и Стила» благодаря поддержке Бернарда Стила, который позволил сохранить Эжена Дабита в каталоге.
Издательство добилось своего первого успеха, опубликовав в 1932 году книгу Луи-Фердинанда Селина "Путешествие в конце ночи". Признанный жюри Гонкуровской премии одним из фаворитов, роман, тем не менее, получил премию Ренодо.
1 1932 года Беатрис Хиршон, мать Бернарда Стила, вошла в капитал компании. 30 декабря 1936 года название компании было изменено на «Издания Деноэля», поскольку Роберт Деноэль выкупил доли своих американских партнеров.
В 1933 году Деноэль и Стил опубликовали книгу "Фашизм: доктрина, институты Бенито Муссолини". В 1934 году Деноэль отредактировал "Базельские колокола" Луи Арагона и " Гелиогабала" или "Коронованный анархист" Антонена Арто, а затем, в 1936 году, " Смерть к чести Селин", а также его яростные брошюры, в частности "Мелочи для резни" (1937) и "Школа трупов" (1938). В то время деятельность дома Деноэля можно было считать нетипичной и неоднозначной, если учесть разнообразие его публикаций. Действительно, до мая 1940 года она издавала антинемецкий политический журнал " Наша борьба", а в тот же период - антисемитские труды Селин и Люсьена Ребате.
В 1943 году Рене Баржавель опубликовал свой самый известный роман "Разорение" в издательстве Denoël, где он был руководителем производства.
Роберт Деноэль был убит в декабре 1945 года при обстоятельствах, которые остались загадочными. Тем временем руководство осуществлял Максимилиан Вокс. Впоследствии Жанна Ловитон стала владелицей фонда и продала дом Деноэля Гастону Галлимару.
В 1954 году издания Denoël создали сборник «Присутствие будущего», посвященный публикации научно-фантастических произведений, редактированию книг в классическом формате, а вскоре и только в "карманном" формате, которым Роберт Кантерс руководил до 1976 года. В 1989 году была создана коллекция, посвященная произведениям фэнтези в мягкой обложке: Присутствие фэнтези.
……………………………………………………………………………………………………………………………………………………………………………………………………………………………………………………………………………………………………………………
После 1990 г.
С 1990 года издания Denoël публикуют около ста наименований в год, распределенных по различным коллекциям, охватывающим, в частности, области французской и зарубежной художественной литературы, материалы расследований и свидетельских показаний, очерки и комиксы.
В 1991 году была создана коллекция Presences, посвященная произведениям научной фантастики, на этот раз в традиционном формате.
В 1999 году издания Denoël создали сборник "Воображаемые (фэнтези, научная фантастика и фэнтези)" Лун д'Инк", руководство которым было поручено Жилю Дюме.
В 2003 году Деноэль создал коллекцию «Denoël Graphic», посвященную графическому повествованию и исследованию границ между романом и комиксом. Коллекция, созданная и возглавляемая Жан-Люком Фроменталем, насчитывает около шестидесяти наименований[Когда?].
С 2006 по 2008 год издательский директор Оливье Рубинштейн совместно с обществом авторов издает журнал "Ле Бест де Мирах", цель которого - занять место во французских и международных интеллектуальных дебатах.
В июне 2011 года Оливье Рубинштейн, занимавший этот пост с 1998 года, ушел в отставку с поста директора издательства и стал советником по культуре и директором Французского института в Тель-Авиве. Беатрис Дюваль, ранее занимавшая пост заместителя директора отдела прессы города «иностранный домен», была назначена Антуаном Галлимаром в сентябре 2011 года его преемницей, при этом наследник Галлимара выразил желание, чтобы «Деноэль нашел свое место в качественной популярной литературе.. Затем было объявлено о »передислокации» редакционной линии в романский сектор дома.
В мае 2019 года Дороти Кунео стала директором издательства Denoël в тандеме с Фредериком Швамбергером.